# The Link (Réédition)
Albums de Gojira
Terra Incognita
(2001) From Mars to Sirius
(2005)
The Link est le deuxième album du groupe de death metal français Gojira.
Cette réédition de 2005 contient l'album The Link remasterisé ainsi qu'un DVD Bonus. 
Cette version, distribuée par Listenable est avant tout destinée à l'international.

## Morceaux
1. "The Link" (5:01)
2. "Death of Me" (5:47)
3. "Connected" (1:18)
4. "Rememberance" (4:35)
5. "Torii" (1:43)
6. "Indians" (3:58)
7. "Embrace The World" (4:39)
8. "Inward Movement" (5:53)
9. "Over the Flows" (3:05)
10. "Wisdom Comes" (2:25)
11. "Dawn" (8:39)

## DVD Bonus
1. "Rememberance" (Extrait du DVD The Link Alive)
2. "On The B.O.T.A" (live Paris, Divan du monde 2001)

...